# Église libre des Tonga
L'Église libre des Tonga ou Free Church of Tonga (Siasi ʻo Tonga Tauʻatāina en tongien) est une Église et une confession religieuse chrétienne des Tonga créée en 1885.

## Histoire
L'Église a été établie en 1885 par le roi George Tupou I (anciennement Taufa'ahau Tupou I) et le révérend Shirley Baker afin qu'elle soit indépendante de l'Église Méthodiste d'Australie et que les Tonga exercent leur propre contrôle sur les propriétés et actifs de l'Église. Elle porte à l'origine le nom de « The Free Church of Tonga » et devient l'Église officielle du royaume.
En 1917, la reine Salote Tupou III épouse le prince héritier Viliami Tungi Mailefihi (un adepte méthodiste). Une tentative de réunification entre l'Église libre des Tonga et l'Église méthodiste a lieu en 1924 à l'instigation de la reine et de la Mission Wesleyenne. La reine Salote convoque une conférence d'urgence de l'église dans les chapelles royales de l'enceinte du palais de Nuku'alofa pour tenter d'unifier les deux mouvements religieux. Celle-ci échoue, J. B. Watkins, président de l'Église libre des Tonga depuis sa création, quittant les lieux. La reine transfère alors les propriétés et actifs de l'Église libre des Tonga à l'Église wesleyenne libre des Tonga qu'elle crée la même année et qui devient l'Église officielle de l'État.
L'Église libre des Tonga ne disparaît pas pour autant sous l'impulsion de ses présidents successifs. Ces derniers furent dans un premier temps étrangers au pays. Ils sont issus de la famille tongienne Fonua depuis plusieurs dizaines d'années.
L'actuel chef de l'Église libre des Tonga est son président, le révérend Semisi Fonua, président depuis la Conférence de l'Église de l'année 1984, en remplacement de son père, le défunt révérend Kisione Lelea Fonua. Ils sont les descendants du révérend Paula Fonua.
À ce jour, l'Église libre des Tonga possède des membres et des églises aux Tonga, en Nouvelle-Zélande, en Australie et en Amérique. Elle est membre du Conseil national des Églises des Tonga, créé en 1973

## Enseignement
L'Église possède trois écoles secondaires, une à Tongatapu, une autre dans le district de Haʻapai et la dernière dans le district de Vavaʻu, toutes nommées Collège Tailulu. Elle gère également deux écoles maternelles nommées Falemasiva et Lou'olive à Auckland en Nouvelle-Zélande.